# انگولودی
انگولودی (به لاتین: Nguludi) یک منطقهٔ مسکونی در مالاوی است که در منطقه جنوبی مالاوی واقع شده‌است.